# Paul Masson (prêtre)
Pour les articles homonymes, voir Paul Masson et Masson.
Paul Masson, né le 21 septembre 1927 à Saint-Aubin-de-Luigné (Maine-et-Loire), au manoir de la Fresnaye et mort le 13 janvier 2022 à Angers est un prêtre catholique engagé dans le milieu associatif.

## Biographie
Paul Masson, né à Saint-Aubin-de-Luigné, le 21 septembre 1927 est l’aîné d’une fratrie de cinq enfants dont une sœur, Marguerite, qui a choisi la vie religieuse et qui l’a accompagné durant son séjour à Tiercé.
En 1937, gymnaste au Réveil de Saint Lambert-du-Lattay, il découvre l'Union d'Anjou et la Fédération gymnastique et sportive des patronages de France (FGSPF). Viennent ensuite les concours de Beaufort-en-Vallée (1938), La Pommeraye (1939), Candé (1946), Saumur (1947), Cholet (1948), Brissac (1949), Chalonnes-sur-Loire (1950) et Gennes (1951).
Il meurt le 13 janvier 2022, à l’âge de 95 ans, à l’Ehpad Saint-François, à Angers, où il a été admis à l’automne 2006.

## Ministères paroissiaux et engagements associatifs
Il est ordonné prêtre le 29 juin 1951 et nommé professeur à Combrée durant une année.
Après avoir participé à la batterie-fanfare de l'Étoile du Layon pendant son séminaire, il arrive en 1952, à la paroisse de Sainte-Gemmes-sur-Loire. Le jeune vicaire (25 ans) va apporter des idées neuves, à commencer par le patronage du jeudi, le jour sans classe de l’époque. Christian Cazaumajou se souvient : « Il nous faisait faire des jeux de piste et toutes sortes de jeux de plein air, en bord de Loire. On jouait dans la cour du patronage, on avait aussi un semblant de terrain de foot du côté de l’Authion. En fin d’après-midi, il nous passait des films de Tintin. Enfin, des films... c’étaient plutôt des images fixes ! ». En 2017, Paul Masson s’en souvient encore : « J’avais mon CAP de projectionniste et aussi mon diplôme de directeur de centre de vacances ».
Paul Masson jouait lui-même de plusieurs instruments (clairon, trompette, cor, trompe de chasse). De 1957 à 1968, affecté dans le Baugeois, il a même fondé un débuché de trompes de chasse, « Sans être chasseur », dit-il.
En 1966, il succède à l'abbé Guimon, comme président de la commission de musique de l'Union d'Anjou jusqu'en 1985 et il est également membre de la commission fédérale de la Fédération sportive et culturelle de France (FSCF).
De 1968 à 1981, il est curé de Morannes. En 1981, il rejoint Tiercé où il est curé et participe à la création de la nouvelle paroisse Saint-Joseph-des-Basses-Vallées avant de prendre sa retraite, en 2001, à Martigné-Briand, où il rendra de nombreux services à ses confrères prêtres.
En 1976, il est l'un des instigateurs du regroupement des concours départementaux de musique, majorettes et gymnastique masculine.
En 1981, il quitte Morannes pour Tiercé et passe la responsabilité de la commission de musique à Christian Cazaumajou en 1985. À partir de 1983, il s'implique dans les rencontres de chorales qui regroupaient à chaque fois plusieurs centaines de choristes venus de tout l'Anjou et même de la Mayenne. Il est aussi à l'origine de la création d'une batterie-fanfare départementale qui s'est produite particulièrement pour le 75e anniversaire de l'Union d'Anjou en 1982 et le congrès de la Fédération internationale catholique d'éducation physique et sportive (FICEP) à Angers le 28 avril 1984.
Pendant douze ans, de 1986 à 1997, il est conseiller ecclésiastique de l’Union d’Anjou ; puis vient le temps de la retraite. En 2001, il fête son jubilé d'Or sacerdotal à Tiercé puis les 50 ans de la fanfare de Sainte-Gemmes en 2002.
Partout où il est passé (Sainte-Gemmes, Baugé, Morannes, Tiercé), l’abbé Masson a créé ou développé colos, centres aérés, musique, théâtre et activités sportives au sein de l’Union d’Anjou ; avec un seul but : occuper les jeunes et leur proposer des loisirs. Il a ainsi servi la cause de l’Union d’Anjou pendant 70 ans.